# Gilbert Koomson
Gilbert Koomson (* 9. September 1994 in Accra) ist ein ghanaischer Fußballspieler.

## Karriere

### Verein
Gilbert Koomson erlernte das Fußballspielen in der Jugendmannschaft von Ajax Accra FC im ghanaischen Accra sowie in der Jugendmannschaft des thailändischen Erstligisten BEC Tero Sasana FC in Bangkok. Beim BEC unterschrieb er 2012 auch seinen ersten Vertrag. Der Verein spielte in der höchsten thailändischen Liga, der Thai Premier League. In der Hinserie 2013 wurde er an den Ligakonkurrenten Samut Songkhram FC ausgeliehen. Für Samut absolvierte er zwölf Erstligaspiele. In der zweiten Jahreshälfte wurde er nach Norwegen zum Sogndal IL ausgeliehen. Mit dem Verein aus Sogndalsfjøra spielte er in der ersten Liga, der Eliteserie. Für Sogndal stand er siebenmal auf dem Spielfeld. 2014 kehrte er nach Bangkok zurück und gewann mit BEC den Thai League Cup. Im Endspiel besiegte man Buriram United mit 2:0.
2016 verließ er Thailand und wechselte nach Norwegen zu seinem ehemaligen Verein Sogndal IL. Hier spielte er bis Ende 2017 und absolvierte 56 Erstligaspiele. 2018 nahm ihn der Ligakonkurrent Brann Bergen aus Bergen unter Vertrag. Im September 2020 wechselte er für eine Saison in die Türkei zu Kasımpaşa Istanbul. Dort absolvierte er 22 Spiele, blieb jedoch ohne Torerfolg. Am 31. August verpflichtete ihn FK Bodø/Glimt, wo er in sechs Spielen mit einem Tor zur erfolgreichen Titelverteidigung beitrug. Nach 14 Ligaspielen und 5 Pokaleinsätzen für die Nordnorweger wurde er mit Wirkung zum 1. September 2022 bis zum Jahresende an den Ligarivalen Aalesunds FK verliehen.

### Nationalmannschaft
Gilbert Koomson spielte 2016 einmal in der ghanaischen Nationalmannschaft. Hier kam er am 11. Oktober 2016 in einem Freundschaftsspiel gegen Südafrika zum Einsatz.

## Erfolge
BEC Tero Sasana FC
- Thai League Cup, Sieger: 2014

FK Bodø/Glimt
- Norwegische Meisterschaft, Sieger: 2021